# Universitat de Huelva
La Universitat de Huelva (UHU) és una universitat espanyola de la província homònima amb facultats en les localitats de Huelva i Palos de la Frontera, a la seva seu de la Rábida. Es troba inclosa al campus d'excel·lència internacional.

## Història
Depenent de la Universitat de Sevilla, diferents entitats provincials portaven reclamant una segregació des d'anys enrere. El 1987 la Junta de Centre del Col·legi La Rábida ja havia reclamat la creació de facultats independents per a la ciutat. Però va anar a partir de 1988 quan de va desenvolupar un potent moviment local que va reclamar la creació d'una entitat pròpia a Huelva. Aquests moviments van tenir el seu punt culminant el 3 de març, amb una vaga general a la capital àmpliament seguida i una concentració final a la Plaça de les Monges. El juliol es gestiona utilitzar l'antic Hospital de la Mercè, annex a la Catedral com a espai per a la futura universitat i es va signar el conveni per a la creació de les dues primeres facultats, no sent fins a dos anys després quan es va signar la tercera. Aquest mateix any es va crear el Patronat Universitari amb el beneplàcit de les Institucions i tant la Diputació Provincial de Huelva com l'Ajuntament de Huelva acorden en els seus plens sol·licitar una universitat. El 12 de desembre el Parlament d'Andalusia aprova tal sol·licitud reconeixent-se ja al maig la seva futura creació per a l'any 1992.

## Facultats

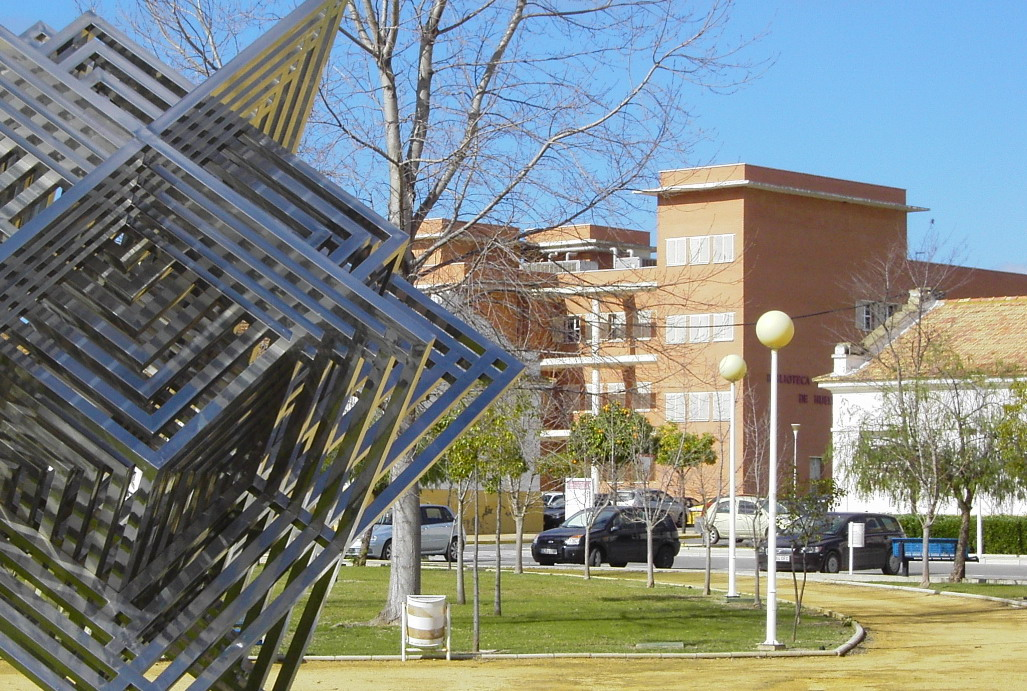
Biblioteca universitària del Campus del Carmen.

La Universitat de Huelva es troba subdividida en diferents zones o campus universitaris: 
- La Merced. Antic convent mercedario del segle xv i més recentment hospital, confrontant a la catedral. És l'edifici més cèntric.
- Cantero Cuadrado. Antiga Escola de Magisteri des dels anys 60, que va ser el germen de la universitat quan era depenent de la Universitat de Sevilla. En l'actualitat funciona com a seu administrativa.
- Campus Universitari del Carmen. Situat en l'antiga caserna d'infanteria, que es va basar en la recuperació dels barracons militars reconvertits en instal·lacions educatives. Avui és el complex més modern i conjumina a la majoria de facultats de la universitat. El seu Rectorat es troba a l'edifici del Campus de Cantero Cuadrado.
- Escuela Técnica Superior de Ingenieria de la Rábida. Situada poc abans de la Rábida, va començar la seva història amb les Escoles de Mines i Forestals, a les quals es van ser unint posteriorment les Industrials, Agrícoles i Informàtiques. Al campus se situa també l'institut d'ensenyament secundari Prof. Vicente Rodríguez Casado. Avui dia compta amb 13 titulacions i àmplies instal·lacions, uns 12 edificis i biblioteca.[2]

Les diferents escoles i facultats de la universitat són:
- Escola Tècnica Superior d'Enginyeria.
- Facultat de Treball Social.
- Facultat d'Infermeria.
- Facultat de Ciències de l'Educació.
- Facultat de Ciències del Treball.
- Facultat de Ciències Empresarials.
- Facultat de Ciències Experimentals.
- Facultat de Dret.
- Facultat d'Humanitats.

## Govern
L'organització institucional de la Universitat de Huelva es compon de diferents òrgans.

### Òrgans comuns a tota la universitat
- El Rector. És la màxima autoritat acadèmica i de representació de la Universitat. Les seves funcions són: adreça, govern i gestió. Desenvolupa les línies d'actuació aprovades pels òrgans col·legiats corresponents i executa els seus acords. Presideix el Claustre Universitari, el Consell de Govern, la Junta Consultiva i és membre nat del Consell Social.
- El Consell Direcció: Ho componen el Rector, els Vicerectors, el Secretari General i el Gerent. Existeixen vuit Vicerectorats, dels quals depenen diverses direccions que s'ocupen d'assumptes de tota índole, des de l'accés als estudis, convergència europea, títols oficials o recerca, fins a projectes internacionals, informàtica i comunicacions o ocupació i orientació.
- El Consell de Govern: És el màxim òrgan de la Universitat. El presideix el Rector i d'ell formen part, a més de la Secretària General i el Gerent altres 53 membres de caràcter electiu, 6 dels quals són estudiants: 5 triats pels membres del claustre del sector estudiants i 1 designat pel Rector.
- El Consell Social: És l'òrgan que permet la participació de la societat al govern de la Universitat de Huelva. Tracta de fomentar iniciatives i estimular inversions que afavoreixin la resposta de la Universitat a la demanda social. Ho componen representants de la Universitat i membres rellevants d'organitzacions representatives de l'entorn social de la Universitat.
- El Claustre Universitari. És el màxim òrgan de discussió i representació de la Universitat de Huelva. Està format pel Rector, el Secretari General, el Gerent i altres 252 representants dels diferents sectors de la Comunitat Universitària, 63 dels quals són estudiants.
- El Consell d'Alumnes i Representants de la Universitat de Huelva (C.A.R.O.H.). És el màxim òrgan de representació estudiantil. El seu President i Vicepresident són triats per votació d'entre els delegats de les 27 titulacions de la Universitat, amb mandat d'un any de durada.

### Centres

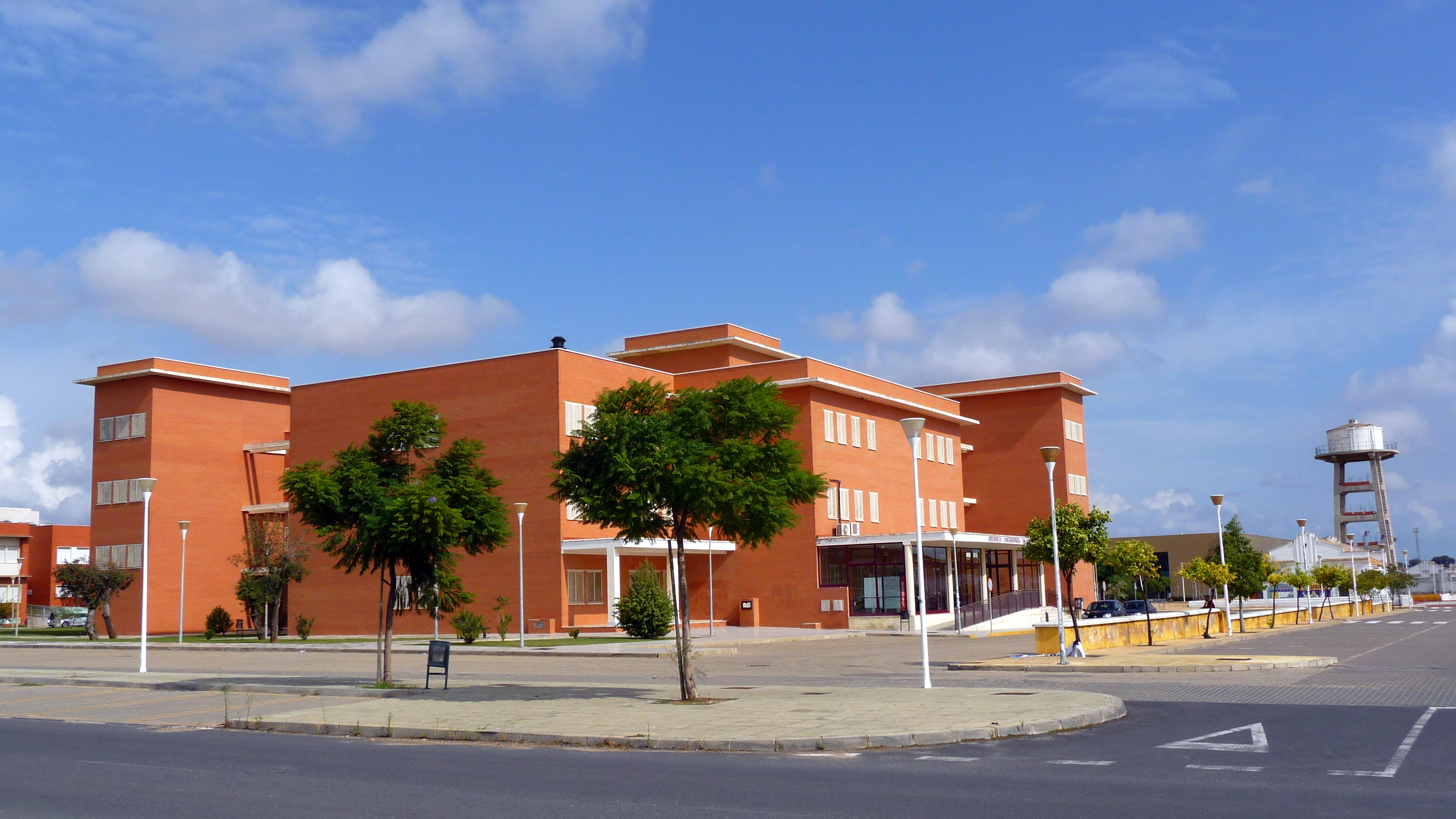
Biblioteca universitària del Campus del Carmen.

Els Centres són els encarregats d'organitzar l'ensenyament dels diferents títols que expedeix la Universitat.
Les Facultats imparteixen llicenciatures i diplomatures; les Escoles Superiors, enginyeries i enginyeries tècniques; i les Escoles Universitàries, diplomatures o enginyeries tècniques.
- La Junta de Central: És l'òrgan de govern dels Centres de la Universitat. És on es prenen les decisions que afecten més de prop a l'alumnat (horari, calendaris d'exàmens, organització d'activitats etc) el 25% dels membres de la Junta són estudiants.
- El Degà o Direcció: La Junta de Central desigana al Degà (en les Facultats) o al Director (a les Escoles). Aquesta persona dirigeix i representa al Centre, executa els acords de la Junta de Central i coordina els diferents serveis adscrits al Centre.
- Els Vicedegans o Sotsdirectors i el Secretari del Centre. Aquestes figures són designades pel Degà o Director, i se'ls encomanen parcel·les determinades de les funcions d'adreça del Centre. Les funcions de vicedegans o subdirectors es distribueixen seguint les diferents àrees de gestió, com poden ser Ordenació Acadèmica, Infraestructura, etc. El Secretari assumeix la funció de fedatari de les actuacions que es duguin a terme al Centre, actuant com a Secretari de la seva Junta.

## Titulacions
S'imparteix un total de quaranta titulacions. Des de 2009, amb motiu del Procés de Bolonya algunes facultats van adoptar la modalitat de graus per a set de les seves titulacions: Infermeria, Treball Social, Geologia, Ciències Ambientals, Químiques, Dret i Relacions Laborals i Recursos Humans.

## Uns altres
- Servei d'informàtica i comunicacions: Comunicacions, sistemes, gestió, microinformática, projectes.
- Estudis: Titulacions, plans d'estudi, accés, matrícula, normativa d'exàmens, servei de llengües modernes, postgrau, altres cursos.
- Recerca: OTRI, Oficina de Gestió de la Recerca, relacions internacionals, serveis centrals de R+D, secció de suport a la recerca, tercer cicle, grups de recerca, VII Pla propi de recerca...
- Publicacions: Col·leccions, revistes, matèries, en premsa, novetats...

## Doctors Honoris causa[3][4][5]
- 1998: Juan Pérez Mercader
- 1998: Juan Antonio Samaranch
- 2001: Vicente Ferrer Moncho
- 2002: Manuel Losada Villasante
- 2004: Miguel Rodríguez-Piñero Bravo-Ferrer
- 2004: Juan Antonio Carrillo Salcedo (1934-2013)
- 2007: Horaci Oliva Aldámiz
- 2007: Sebastián Dormit Bencomo
- 2008: Víctor Márquez Reviriego
- 2009: Claus Roxin
- 2009: Eberhard Schmidt-Aβmann
- 2012: Robert Howard Grubbs (1942-), químic i professor universitari nord-americà.
- 2012: Vicente Pelechano Barberá (1943-), psicòleg espanyol.
- 2012: Ernesto Cardenal Martín (1949-), poeta nicaragüenc.
- 2012: Robert J. Sternberg (1949-), psicòleg nord-americà.
- 2012: Robert H. Grubbs (1942-), premi nobel de química.
- 2014: Victoria Camps (1941-), filòsofa espanyola.
- 2014: Manuel Bendala Galán, (1949.), arqueòleg i historiador espanyol.